# Sumatorio

Letra sigma mayúscula, notación del sumatorio.

El sumatorio o sumatoria (también conocido como operación de suma, notación sigma o símbolo suma) es una notación matemática que permite representar sumas de varios sumandos, n o incluso infinitos sumandos, evitando el empleo de los puntos suspensivos o de una explícita notación de paso al límite. Se expresa con la letra griega sigma mayúscula ({\displaystyle \Sigma }, ∑). Aunque se necesita aclarar que la palabra sumatoria o sumatorio no es aceptada entre varios matemáticos ya que la forma correcta de decirlo es suma. 

## Notación

### Notación de sigma mayúscula
La notación se expresa con la letra griega sigma mayúscula Σ de la siguiente manera:
| {\displaystyle \sum _{i=m}^{n}a_{i}=a_{m}+a_{m+1}+a_{m+2}+\cdots +a_{n}} |

Esto se lee: «sumatorio sobre i, desde m hasta n, de a sub-i». La variable i es el índice de suma al que se le asigna un valor inicial llamado límite inferior, m. La variable i recorrerá los valores enteros hasta alcanzar el límite superior, n. Necesariamente debe cumplirse que:
{\displaystyle m\leq n}
Pudiendo ver además que si m = n entonces:
{\displaystyle m=n\;,\quad \sum _{i=m}^{n}a_{i}=\sum _{i=m}^{m}a_{i}=a_{m}}
Si m es mayor que n, el resultado es cero, el elemento neutro de la suma:
{\displaystyle m>n\;,\quad \sum _{i=m}^{n}a_{i}=0}
Como el conjunto de índices es un intervalo de enteros, es corriente indicar el primer índice debajo del símbolo de sumatoria, y el último por encima del mismo. Las siguientes notaciones son equivalentes
{\displaystyle \sum _{i\in [m,n]}{a_{i}}=\sum _{i=m}^{i=n}{a_{i}}=\sum _{i=m}^{n}{a_{i}}.}
El número de términos a sumar es entonces {\displaystyle n-m+1}, ya que el primer sumando es {\displaystyle a_{m}} y el último sumando es {\displaystyle a_{n}}.
La suma de los cuadrados de los seis primeros enteros estrictamente positivos se escribe por ejemplo 
{\displaystyle \sum _{i=1}^{6}{i^{2}}=1^{2}+2^{2}+3^{2}+4^{2}+5^{2}+6^{2}=91.}
La conmutatividad y la asociatividad de la adición, hacen que el resultado de una serie (finita) de adiciones, no dependa del orden en el cual los términos son considerados. La suma de una familia finita de elementos {\displaystyle (a_{i})} indexada por un conjunto {\displaystyle I} (no necesariamente ordenado) se indica entonces {\displaystyle \sum _{i\in I}{a_{i}}}.
Cuando la familia considerada es un conjunto finito {\displaystyle A}, la correspondiente suma también puede escribirse 
{\displaystyle \sum _{x\in A}{x}=\sum A,}
La suma vacía convencionalmente es considerada igual a cero, entre otras cosas a fin de satisfacer la igualdad 
{\displaystyle \sum {A\cup B}=\sum A+\sum B-\sum {A\cap B}.}
La notación de Einstein simplemente omite la escritura del símbolo de suma, ya que si un índice aparece sin definición, se sobreentiende que lo que se representa es la suma de los elementos al variar el índice.
Nótese que, aunque el término sumatorio se refiere a un operador matemático útil para expresar cierto tipo de suma, no sustituye este término a la palabra suma, por lo que con esta intención es un fantónimo. Se dice: «la suma de dos y tres es cinco», y no «el sumatorio de dos y tres es cinco».
Los operadores de suma son útiles para expresar sumas de forma analítica; esto es, representar todos y cada uno de los sumandos en forma general mediante el «i-ésimo» sumando. Así, para representar la fórmula para hallar la media aritmética de n números, se tiene la siguiente expresión:
{\displaystyle {\overline {x}}={\frac {\displaystyle \sum _{i=1}^{n}x_{i}}{n}}}

## Suma de una serie
Si {\displaystyle (a_{n})} es un elemento de una serie, la suma total de los elementos de esta, es el límite de las sumas parciales (si es que este límite existe) {\displaystyle \sum _{n=0}^{\infty }a_{n}=\lim _{N\rightarrow +\infty }\sum _{n=0}^{N}a_{n}}.

## Identidades
Hay fórmulas para calcular los sumatorios más rápido. Por ejemplo, para sumar los primeros mil números naturales no tiene mucho sentido sumar número por número, y se puede usar una fórmula como esta:
{\displaystyle \sum _{i=1}^{n}i={\frac {n(n+1)}{2}}}
{\displaystyle \sum _{i=1}^{1000}i={\frac {1000\;(1000+1)}{2}}=500\;500}
De igual forma, para sumar una serie de números naturales consecutivos cualesquiera, desde {\displaystyle m} hasta {\displaystyle n}, podemos recurrir a esta fórmula:
{\displaystyle \sum _{i=m}^{n}i={\frac {1}{2}}(n^{2}-m^{2}+n+m)}

{\displaystyle \sum _{i=100}^{200}i={\frac {1}{2}}(200^{2}-100^{2}+200+100)=15\;150} (suma de los naturales desde 100 hasta 200)

### Algunas propiedades de la operación de suma
{\displaystyle \sum _{n=s}^{t}C\cdot f(n)=C\cdot \sum _{n=s}^{t}f(n)}, donde C es una constante
{\displaystyle \sum _{n=s}^{t}f(n)+\sum _{n=s}^{t}g(n)=\sum _{n=s}^{t}\left[f(n)+g(n)\right]}
{\displaystyle \sum _{n=s}^{t}f(n)-\sum _{n=s}^{t}g(n)=\sum _{n=s}^{t}\left[f(n)-g(n)\right]}
{\displaystyle \sum _{n=s}^{t}f(n)=\sum _{n=s+p}^{t+p}f(n-p)}
{\displaystyle \sum _{n=s}^{j}f(n)+\sum _{n=j+1}^{t}f(n)=\sum _{n=s}^{t}f(n)}
{\displaystyle \sum _{n\in A}f(n)=\sum _{n\in \sigma (A)}f(n)}, para un conjunto finito A (Donde σ es una permutación de A).
{\displaystyle \sum _{i=k_{0}}^{k_{1}}\sum _{j=l_{0}}^{l_{1}}a_{i,j}=\sum _{j=l_{0}}^{l_{1}}\sum _{i=k_{0}}^{k_{1}}a_{i,j}}
{\displaystyle \sum _{n=0}^{t}f(2n)+\sum _{n=0}^{t}f(2n+1)=\sum _{n=0}^{2t+1}f(n)}
{\displaystyle \sum _{n=0}^{t}\sum _{i=0}^{z-1}f(z\cdot n+i)=\sum _{n=0}^{z\cdot t+z-1}f(n)}
{\displaystyle \sum _{n=s}^{t}\ln f(n)=\ln \prod _{n=s}^{t}f(n)}
{\displaystyle c^{\left[\sum _{n=s}^{t}f(n)\right]}=\prod _{n=s}^{t}c^{f(n)}}

### Algunas sumas de expresiones polinómicas
{\displaystyle \sum _{i=m}^{n}C=C\cdot (n-m+1)} donde {\displaystyle C} representa una constante
{\displaystyle \sum _{i=1}^{n}{\frac {1}{i}}=H_{n}} (ver número armónico)
{\displaystyle \sum _{i=1}^{n}{\frac {1}{i^{k}}}=H_{n}^{k}} (ver número armónico generalizado)
{\displaystyle \sum _{i=m}^{n}i={\frac {n(n+1)}{2}}-{\frac {m(m-1)}{2}}={\frac {(n+1-m)(n+m)}{2}}} (ver progresión aritmética)
{\displaystyle \sum _{i=0}^{n}i=\sum _{i=1}^{n}i={\frac {n(n+1)}{2}}} (caso especial de progresión aritmética)
{\displaystyle \sum _{i=1}^{n}i^{2}={\frac {n(n+1)(2n+1)}{6}}={\frac {n^{3}}{3}}+{\frac {n^{2}}{2}}+{\frac {n}{6}}} (ver número piramidal cuadrado)
{\displaystyle \sum _{i=1}^{n}i^{3}=\left({\frac {n(n+1)}{2}}\right)^{2}={\frac {n^{4}}{4}}+{\frac {n^{3}}{2}}+{\frac {n^{2}}{4}}=\left[\sum _{i=1}^{n}i\right]^{2}}
{\displaystyle \sum _{i=1}^{n}i^{4}={\frac {n(n+1)(2n+1)(3n^{2}+3n-1)}{30}}={\frac {n^{5}}{5}}+{\frac {n^{4}}{2}}+{\frac {n^{3}}{3}}-{\frac {n}{30}}}
{\displaystyle \sum _{i=1}^{n}i^{p}={\frac {n^{p+1}}{p+1}}+\sum _{k=1}^{p}{p \choose k}{\frac {B_{k}}{p+1-k}}\cdot n^{p+1-k}\,,} donde {\displaystyle B_{k}} denota un número de Bernoulli (ver fórmula de Faulhaber).
Las siguientes fórmulas son manipulaciones de 
{\displaystyle \sum _{i=0}^{n}i^{3}=\left(\sum _{i=0}^{n}i\right)^{2}}
generalizadas para que la serie comience en cualquier número natural (i.e., {\displaystyle m\in \mathbb {N} } ):
{\displaystyle \left(\sum _{i=m}^{n}i\right)^{2}=\sum _{i=m}^{n}(i^{3}-im(m-1))}
{\displaystyle \sum _{i=m}^{n}i^{3}=\left(\sum _{i=m}^{n}i\right)^{2}+m(m-1)\sum _{i=m}^{n}i}

### Algunas sumas que contienen términos exponenciales
En los sumatorios siguientes a es una constante no igual a 1
{\displaystyle \sum _{i=m}^{n-1}a^{i}={\frac {a^{m}-a^{n}}{1-a}}} (m < n; ver serie geométrica)
{\displaystyle \sum _{i=0}^{n-1}a^{i}={\frac {1-a^{n}}{1-a}}}
{\displaystyle \sum _{i=0}^{n-1}ia^{i}={\frac {a-na^{n}+(n-1)a^{n+1}}{(1-a)^{2}}}}
{\displaystyle \sum _{i=0}^{n-1}i2^{i}=2+(n-2)2^{n}} (caso especial cuando a = 2)
{\displaystyle \sum _{i=0}^{n-1}{\frac {i}{2^{i}}}=2-{\frac {n+1}{2^{n-1}}}} (caso especial cuando a = 1/2)

### Algunas sumas que contienen coeficientes binomiales y factoriales
{\displaystyle \sum _{i=0}^{n}{n \choose i}=2^{n}}
{\displaystyle \sum _{i=1}^{n}i{n \choose i}=n2^{n-1}}
{\displaystyle \sum _{i=0}^{n}i!\cdot {n \choose i}=\sum _{i=0}^{n}{}_{n}P_{i}=\lfloor n!\cdot e\rfloor }
{\displaystyle \sum _{i=0}^{n-1}{i \choose k}={n \choose k+1}}
{\displaystyle \sum _{i=0}^{n}{n \choose i}a^{(n-i)}b^{i}=(a+b)^{n}}, el Teorema del binomio
{\displaystyle \sum _{i=0}^{n}i\cdot i!=(n+1)!-1}
{\displaystyle \sum _{i=1}^{n}{}_{i+k}P_{k+1}=\sum _{i=1}^{n}\prod _{j=0}^{k}(i+j)={\frac {(n+k+1)!}{(n-1)!(k+2)}}}
{\displaystyle \sum _{i=0}^{n}{m+i-1 \choose i}={m+n \choose n}}

## Errores comunes
En español suele llamarse erróneamente «sumatoria» (por calco a la palabra inglesa summatory); sin embargo, según el diccionario de la Real Academia Española, dicha palabra no existe en la lengua española; aunque en la vigésima tercera edición ha sido incorporada la expresión «sumatorio». Aun con ello, la tradición en la lengua española ha sido llamarle «suma» u «operación de suma».